# Voreia Chios Kai Nisoi Oinousses Kai Paraktia Thalassia Zoni
Voreia Chios Kai Nisoi Oinousses Kai Paraktia Thalassia Zoni este o arie protejată (arie specială de conservare — SAC, sit de importanță comunitară — SCI) din Grecia întinsă pe o suprafață de 34.476,4 ha, integral pe uscat.

## Localizare
Centrul sitului Voreia Chios Kai Nisoi Oinousses Kai Paraktia Thalassia Zoni este situat la coordonatele 38°31′39″N 26°02′27″E / 38.52752°N 26.040911°E.

## Înființare
Situl Voreia Chios Kai Nisoi Oinousses Kai Paraktia Thalassia Zoni a fost declarat sit de importanță comunitară în august 1996 pentru a proteja 6 specii de animale. Situl a fost protejat și ca arie specială de conservare în martie 2011.

## Biodiversitate
Situată în ecoregiunile marină mediteraneană și mediteraneană, aria protejată conține 8 habitate naturale: Straturi cu Posidonia (Posidonion oceanicae), Recifuri, Faleze cu vegetație de Limonium spp. endemic de pe coastele mediteraneene, Pășuni mediteraneene udate de apa mării (Juncetalia maritimi), Sarcopoterium spinosum phryganas, Păduri panonice-balcanice de stejar turcesc - stejar sesil, Păduri de Platanus orientalis și Liquidambar orientalis (Platanion orientalis), Păduri de pin mediteraneene cu pini mezogeni endemici.
La baza desemnării sitului se află mai multe specii protejate:
- mamifere (2): vidră de râu (Lutra lutra), delfin mare (Tursiops truncatus)
- nevertebrate (1): Euplagia quadripunctaria
- reptile (3): Mauremys rivulata, Testudo graeca, elaphe situla (Zamenis situla)

Pe lângă speciile protejate, pe teritoriul sitului au mai fost identificate 19 specii de plante, 4 specii de amfibieni, 4 specii de mamifere, 1 specie de nevertebrate, 11 specii de reptile.